# Substytucja nukleofilowa
Substytucja nukleofilowa, podstawienie nukleofilowe – reakcja chemiczna podstawienia, w której czynnikiem atakującym jest nukleofil.

## Substytucja nukleofilowa na atomie węgla
Pod względem substratu reagującego z nukleofilem, reakcje substytucji nukleofilowej na atomie węgla można podzielić na trzy główne grupy:
- substytucja nukleofilowa w grupie karbonylowej estrów, a także innych pochodnych kwasów karboksylowych
- substytucja nukleofilowa na nasyconym atomie węgla
- aromatyczna substytucja nukleofilowa

Dodatkowo dla substytucji nukleofilowej na nasyconym atomie węgla, w zależności od mechanizmu przebiegu tej reakcji, wyróżnia się dwa zasadnicze jej rodzaje:
- substytucję jednocząsteczkową (SN1), zachodzącą według mechanizmu eliminacji‒addycji — w pierwszym etapie (jest to etap limitujący szybkość reakcji) reaguje jedna cząsteczka: następuje oderwanie grupy odchodzącej(inne języki) i powstaje nietrwały produkt przejściowy — karbokation; w następnym etapie (znacznie szybszym niż poprzedni) produkt przejściowy łączy się z nukleofilem
- substytucję dwucząsteczkową (SN2) – w etapie limitującym szybkość reakcji (jedynym etapie tej reakcji) następuje jednoczesne przyłączenie nukleofila i odszczepienie grupy opuszczającej.

Reakcje substytucji nukleofilowej są bardzo rozpowszechnione w chemii organicznej. Są to wszystkie reakcje podstawienia, w których czynnikiem atakującym są woda, amoniak, alkohole, aldehydy, ketony, aminy i wiele innych związków.
Reakcje, w których kluczowy etap jest substytucją nukleofilową, to między innymi:
- estryfikacja
- reakcja Grignarda
- reakcja Maillarda
- hydroksylowanie
- kondensacja aldolowa.

## Substytucja nukleofilowa na innych atomach
Substytucja nukleofilowa nie ogranicza się do reakcji na elektrofilowym atomie węgla, lecz zachodzi także na innych atomach, np. fosforu, arsenu, krzemu itd. Taką sytuacją oznacza się, dodając po symbolu substytucji symbol atomu, którego ona dotyczy. Np. substytucje typu SN1/2 na atomie fosforu to SN1/2(P) lub SN1/2@P.
Reakcje typu SN1(X) określa się czasem jako DN + AN (dysocjacja–addycja), a SN2(X) jako uzgodnioną addycję–dysocjację ANDN lub uzgodnioną dysocjację–addycję DNAN (w zależności od tego, czy długości wiązań w stanie przejściowym są zbliżone bardziej do substratu czy produktu).
Jeżeli atom, na którym zachodzi substytucja nukleofilowa, jest zdolny do tworzenia związków pentakoordynacyjnych, jak np. fosfor, wówczas reakcja może przebiegać nie poprzez stan przejściowy, a związek pośredni z pięcioma ligandami. W pierwszym etapie reakcji następuje addycja nukleofila z wytworzeniem niestabilnego związku pośredniego, który szybko ulega eliminacji (dysocjacji) do produktów. Taki mechanizm reakcji określa się mianem addycja–dysocjacja (AN + DN). W niektórych przypadkach może dochodzić wtedy do rearanżacji ligandów (np. tzw. pseudorotacja Berry'ego), co prowadzić może do retencji konfiguracji (przeciwnie do typowej reakcji SN2, zachodzącej z inwersją konfiguracji). 